# Galatasaray Istanbul/Saison 1948/49
Die Saison 1948/49 von Galatasaray Istanbul war die 43. Saison in der Vereinsgeschichte und die 35. Saison in der İstanbul Futbol Ligi und gewann diese zum zehnten Mal. 

## Personalien

### Kader
| Nat.       | Name               |
| Torhüter   | Torhüter           |
| ---------- | ------------------ |
| Turkei     | Erdoğan Atlıoğlu   |
| Turkei     | Osman İncili       |
| Turkei     | Turgay Şeren       |
| Abwehr     |                    |
| Turkei     | Bülent Eken        |
| Turkei     | Necmi Erdoğdu      |
| Turkei     | Fazıl Göknar       |
| Turkei     | Adnan İncirmen     |
| Turkei     | Koçis Kandidis     |
| Turkei     | Naci Özkaya        |
| Turkei     | Salim Şatıroğlu    |
| Mittelfeld |                    |
| Turkei     | Doğan Koloğlu      |
| Turkei     | Çoşkun Özarı       |
| Turkei     | Musa Sezer         |
| Angriff    |                    |
| Turkei     | İsfendiyar Açıksöz |
| Turkei     | Orhan Canpolat     |
| Turkei     | Reha Eken          |
| Turkei     | Halis Etçi         |
| Turkei     | Süreyya Görkey     |
| Turkei     | Gündüz Kılıç       |
| Turkei     | Muzaffer Tokaç     |

## Saison
Alle Ergebnisse aus Sicht von Galatasaray Istanbul.
Die Tabelle listet alle İstanbul-Futbol-Ligi des Vereins der Saison 1948/49 auf. Siege sind grün, Unentschieden gelb und Niederlagen rot markiert.

### İstanbul Futbol Ligi
| ST | Datum             | Gegner              | Ort                        | Ergebnis  | Tor(e) für Galatasaray Istanbul                                                                                                  | Karte(n) für Galatasaray Istanbul |
| -- | ----------------- | ------------------- | -------------------------- | --------- | --- | --------------------------------- |
| 01 | 9. Oktober 1948   | Beykozspor          | Dolmabahçe Stadı, Istanbul | 7:1 (3:0) | 1:0 Açıksöz (15.), 2:0 R. Eken (32.), 3:0 Canpolat (40.), 4:0 R. Eken (51.), 5:0 Kılıç (54.), 6:0 Kılıç (83.), 7:1 Açıksöz (89.) | keine                             |
| 02 | 17. Oktober 1948  | Vefa Istanbul       | Dolmabahçe Stadı, Istanbul | 4:1 (1:1) | 1:1 R. Eken (30.), 2:1 Kılıç (66.), 3:1 Canpolat (74.), 4:1 Etçi (76.)                                                           | keine                             |
| 03 | 24. Oktober 1948  | Beşiktaş Istanbul   | Dolmabahçe Stadı, Istanbul | 0:2 (0:0) | keine | keine                             |
| 04 | 30. Oktober 1948  | Kasımpaşa Istanbul  | Dolmabahçe Stadı, Istanbul | 5:0 (2:0) | 1:0 R. Eken (8.), 2:0 Kılıç (35.), 3:0 R. Eken (55.), 4:0 Açıksöz (84.), 5:0 B. Eken (90.)                                       | keine                             |
| 05 | 6. November 1948  | Istanbulspor        | Dolmabahçe Stadı, Istanbul | 2:1 (2:0) | 1:0 R. Eken (10.), 2:0 Açıksöz (39.)                                                                                             | keine                             |
| 06 | 14. November 1948 | Fenerbahçe Istanbul | Dolmabahçe Stadı, Istanbul | 2:1 (2:0) | 1:0 Açıksöz (40.), 2:0 R. Eken (44.)                                                                                             | keine                             |
| 07 | 21. November 1948 | Süleymaniye         | Dolmabahçe Stadı, Istanbul | 3:1 (2:1) | 1:0 Kılıç (20.), 2:1 R. Eken (28.), 3:1 Kılıç (64.)                                                                              | keine                             |
| 08 | 15. Januar 1949   | Beykozspor          | Dolmabahçe Stadı, Istanbul | 5:1 (1:0) | 1:1 Tokaç (50.), 2:1 Kılıç (54.), 3:1 Açıksöz (64.), 4:1 Tokaç (79.), 5:1 Açıksöz (86.)                                          | keine                             |
| 09 | 20. Februar 1949  | Vefa Istanbul       | Dolmabahçe Stadı, Istanbul | 1:1 (1:1) | 1:1 Kandidis (32.) | keine                             |
| 10 | 27. Februar 1949  | Beşiktaş Istanbul   | Dolmabahçe Stadı, Istanbul | 1:0 (0:0) | 1:0 Tokaç (67.) | keine                             |
| 11 | 5. März 1949      | Kasımpaşa Istanbul  | Dolmabahçe Stadı, Istanbul | 2:1 (1:1) | 1:0 R. Eken (25.), 2:1 Kandidis (48.)                                                                                            | keine                             |
| 12 | 2. April 1949     | Istanbulspor        | Dolmabahçe Stadı, Istanbul | 3:1 (2:0) | 1:0 Açıksöz (7.), 2:0 Canpolat (38.), 3:0 R. Eken (47.)                                                                          | keine                             |
| 13 | 10. April 1949    | Fenerbahçe Istanbul | Dolmabahçe Stadı, Istanbul | 1:0 (0:0) | 1:0 R. Eken (63.) | keine                             |
| 14 | 16. April 1949    | Süleymaniye         | Dolmabahçe Stadı, Istanbul | 3:0 (1:0) | 1:0 Kılıç (38.), 2:0 Canpolat (63.), 3:0 Tokaç (76.)                                                                             | keine                             |

### Basın Kupası
| Datum          | Gegner              | Ort   | Ergebnis | Tor(e) für Galatasaray Istanbul |
| -------------- | ------------------- | ----- | -------- | ------------------------------- |
| 24. April 1949 | Fenerbahçe Istanbul | n. V. | 0:2      | keine                           |
| 30. April 1949 | Beşiktaş Istanbul   | n. V. | 5:4      | n. V.                           |
| 7. Mai 1949    | Fenerbahçe Istanbul | n. V. | 1:0      | n. V.                           |
| 8. Mai 1949    | Beşiktaş Istanbul   | n. V. | 0:1      | keine                           |

### Freundschaftsspiele
Diese Tabelle führt die ausgetragenen Freundschaftsspiele auf.
| Datum         | Gegner              | Ort   | Ergebnis | Tor(e) für Galatasaray Istanbul |
| ------------- | ------------------- | ----- | -------- | ------------------------------- |
| 20. März 1949 | Fenerbahçe Istanbul | n. V. | 1:1      | n. V.                           |

## Spielerstatistiken
| İsfendiyar Açıksöz | 14 | 8  | 0 | 0 |
| Erdoğan Atlıoğlu   | 9  | 0  | 0 | 0 |
| Orhan Canpolat     | 14 | 4  | 0 | 0 |
| Bülent Eken        | 14 | 1  | 0 | 0 |
| Reha Eken          | 14 | 11 | 0 | 0 |
| Necmi Erdoğdu      | 9  | 0  | 0 | 0 |
| Halis Etçi         | 5  | 1  | 0 | 0 |
| Fazıl Göknar       | 1  | 0  | 0 | 0 |
| Süreyya Görkey     | 1  | 0  | 0 | 0 |
| Osman İncili       | 5  | 0  | 0 | 0 |
| Adnan İncirmen     | 11 | 0  | 0 | 0 |
| Koçiş Kandidis     | 3  | 2  | 0 | 0 |
| Gündüz Kılıç       | 14 | 9  | 0 | 0 |
| Doğan Koloğlu      | 2  | 0  | 0 | 0 |
| Çoşkun Özarı       | 0  | 0  | 0 | 0 |
| Naci Özkaya        | 13 | 0  | 0 | 0 |
| Salim Şatıroğlu    | 1  | 0  | 0 | 0 |
| Turgay Şeren       | 0  | 0  | 0 | 0 |
| Musa Sezer         | 14 | 0  | 0 | 0 |
| Muzaffer Tokaç     | 11 | 4  | 0 | 0 |